# Barycnemis asiatica
Barycnemis asiatica là một loài tò vò trong họ Ichneumonidae.